# テッツェ・スル・ブレンタ
テッツェ・スル・ブレンタ（イタリア語: Tezze sul Brenta）は、イタリア共和国ヴェネト州ヴィチェンツァ県にある、人口約13,000人の基礎自治体（コムーネ）。

## 地理

### 位置・広がり

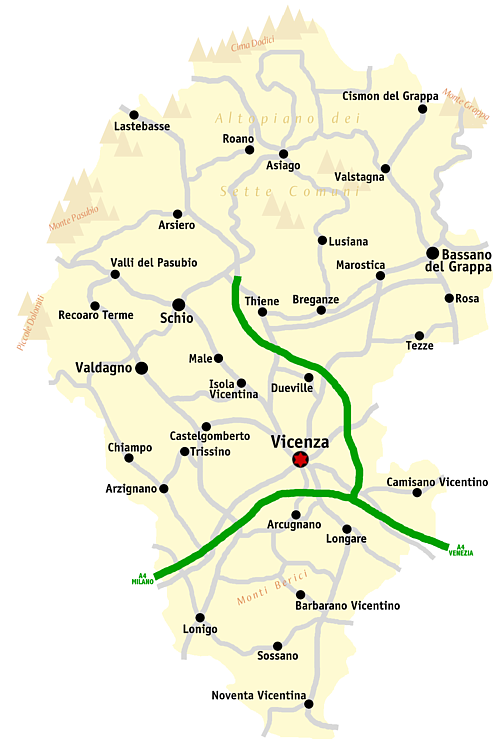
ヴィチェンツァ県概略図

#### 隣接コムーネ
隣接するコムーネは以下の通り。括弧内のPDはパドヴァ県所属を示す。
- カルティリアーノ
- チッタデッラ (PD)
- ポッツォレオーネ
- ロザ
- ロッサーノ・ヴェーネト

### 気候分類・地震分類
気候分類では、zona E, 2351 GGに分類される。
また、イタリアの地震リスク階級 (it) では、zona 2 (sismicità media) に分類される。

## 行政

### 分離集落
テッツェ・スル・ブレンタには、以下の分離集落（フラツィオーネ）がある。
- Belvedere, Campagnari-Laghi, Cusinati, Granella, Stroppari